# Nancy Karetak-Lindell
Nancy Karetak-Lindell,née le 10 décembre 1957 à Arviat, Nunavut, est une femme politique canadienne.
Elle est la première députée à la Chambre des communes du Canada, représentant l'unique circonscription du Nunavut sous la bannière du Parti libéral du Canada.

## Biographie
Nancy Karetak-Lindell naît et grandit à Eskimo Point, ancien nom d'Arviat au Nunavut.
Lors des élections fédérales du 2 juin 1997, il est élue députée libérale à la Chambre des communes de la nouvelle circonscription de Nunavut. Elle devient la première femme inuk élue au Parlement fédéral canadien. Elle est réélue en 2000, 2004 et 2006. Elle ne se représente pas en 2008.
En 2022, elle est faite membre de l'Ordre du Canada.
Le 19 décembre 2024, elle est nommée sénatrice canadienne du Nunavut par la gouverneure générale Mary Simon sur l'avis du premier ministre Justin Trudeau sur recommandation du Comité consultatif indépendant sur les nominations au Sénat.